# Пруси (Лодзинське воєводство)
Пруси (пол. Prusy) — село в Польщі, у гміні Ґлухув Скерневицького повіту Лодзинського воєводства.
Населення — 223 особи (2011).
У 1975-1998 роках село належало до Скерневицького воєводства.

## Демографія
Демографічна структура станом на 31 березня 2011 року:
|          | Загалом | Допрацездатний вік | Працездатний вік | Постпрацездатний вік |
| -------- | ------- | ------------------ | ---------------- | -------------------- |
| Чоловіки | 111     | 25                 | 73               | 13                   |
| Жінки    | 112     | 24                 | 54               | 34                   |
| Разом    | 223     | 49                 | 127              | 47                   |